# Бернацкий, Дмитрий Васильевич
Дмитрий Васильевич Бернацкий (в ряде документов — Бернадский) (1912 — 1945) — Гвардии капитан Рабоче-крестьянской Красной Армии, участник Великой Отечественной войны, Герой Советского Союза (1945).

## Биография
Дмитрий Бернацкий родился 24 июля 1912 года в селе Стрешин (ныне — одноимённый посёлок в Жлобинском районе Гомельской области Белоруссии) в крестьянской семье. Русский.
Окончил школу фабрично-заводского ученичества, проживал в городе Турткуль Каракалпакской АССР Узбекской ССР, работал бухгалтером. В 1941 году был призван на службу в Рабоче-крестьянскую Красную Армию Турткульским городским военным комиссариатом. В 1942 году Бернацкий окончил Орловское военное пехотное училище и был направлен на фронт Великой Отечественной войны. В том же году вступил в ВКП(б). К январю 1945 года гвардии капитан Дмитрий Бернацкий был старшим адъютантом 3-го стрелкового батальона 38-го гвардейского полка 14-й гвардейской стрелковой дивизии 33-го гвардейского стрелкового корпуса 5-й гвардейской армии 1-го Украинского фронта. Отличился во время освобождения Польши.
В ночь с 20 на 21 января 1945 года Бернацкий вместе с группой бойцов одним из первых переправился через Одер в районе посёлка Эйхенрид к северо-западу от Оппельна (ныне Golczowice, гмина Левин-Бжеский, Бжегский повят, Опольское воеводство, Польша) и захватил плацдарм. Бернацкий лично руководил отражением пяти контратак противника. В бою получил тяжёлое ранение, от которого скончался на месте.
Похоронен в городе Ключборк Опольского воеводства Польши.

## Награды
Указом Президиума Верховного Совета СССР от 27 июня 1945 года за «образцовое выполнение боевых заданий командования на фронте борьбы с немецко-фашистскими захватчиками и проявленные при этом мужество и героизм» гвардии капитан Дмитрий Бернацкий посмертно был удостоен высокого звания Героя Советского Союза.
Был также орденами Ленина, Отечественной войны I и II степеней, Красной Звезды.

## Память
- В честь Бернацкого названа улица в городе Турткуль (Узбекистан)[1][2].
- Имя Д. В. Бернацкого на Аллее Героев в Жлобине (Гомельская область)[3].
- Имя Д. В. Бернацкого носит школьная пионерская дружина в Стрешине (Жлобинский район, Гомельская область).